# Anema e core (film)
Anema e core è un film del 1951 diretto da Mario Mattoli.